# 三橋かおる
三橋 かおる（みつはし かおる、2000年7月27日 - ）は、日本の声優、俳優。有限会社ケッケコーポレーション所属。新潟県出身。身長174cm。

## 人物
- 特技はテニス、歌、ダンス
- 趣味はサウナ、アニメ鑑賞、歌を歌うこと、ダンス

## 出演

### WEB番組
- Mission in B.A.C（2020年12月26日、2021年9月25日、2022年5月17日、LINE LIVE）
- ツキプロチャンネル48時間生配信2021（2021年11月6日・7日、YouTube・ニコニコ生放送）[2]
- HADO イケメンウォーズ アクターズCUP Vol.2（2021年12月21日、YouTube・Wow Live）
- 【バズステEp2】公演グッズ紹介動画！（2022年9月2日、YouTube）
- ツキプロチャンネル48時間生配信2022（2022年11月5日・6日、YouTube・ニコニコ生放送）※5日のみ出演[3]
- ツキプロチャンネル48時間マジカルTV（2023年11月3日・4日、YouTube・ニコニコ生放送）[4]

### テレビ番組
- バズリズム02（2020年9月12日、日本テレビ）
- ウチのガヤがすみません!（2021年1月26日、日本テレビ）
- プロステTV（2022年1月5日 - 3月16日、TOKYO MX・BS日テレ、#3 - #4）[5]

### ラジオ
- たなみんサタデー（2021年3月27日、FMサルース）※ゲスト出演

### 舞台
- 2.5次元ダンスライブ - 小野田翔 役
  - 2.5次元ダンスライブ「VAZZROCK STAGE」Episode1『0 Carat』（2021年7月1日 - 11日、CBGKシブゲキ!!）[6]
  - 「LUNATIC LIVE 2021」（2021年9月4日 - 5日、東京ガーデンシアター）[7]（全公演中止）[8]
  - 2.5次元ダンスライブ「VAZZROCK STAGE」Episode2『ペトリコール・ノスタルジー』（2022年2月3日 - 12日、シアター・アルファ東京）[9] ※延期[10]
  - 2.5次元ダンスライブ「VAZZROCK STAGE」Episode2『ペトリコール・ノスタルジー』（2022年10月6日 - 16日、ニッショーホール）[10]
  - 2.5次元ダンスライブ「VAZZROCK STAGE」Episode3『僕と君との猫ノート』（2024年3月28日 - 4月7日、CBGKシブゲキ!!）[11]
- LIVE STAGE『スケートリーディング☆スターズ』（2021年10月22日 - 31日、品川プリンスホテル ステラボール）- 望月雪光 役[12]
- TAIYO MAGIC FILM 10th Anniversity Special Stage『ゆらり2021』『時分自間旅行2021』（2021年12月4日 - 12日、シアターサンモールル）- 始関 役 ※9日のみ出演（日替わりゲスト）[13]
- 劇団TEAM-ODAC第39回本公演 『舞台・破天荒フェニックス〜いつだって始まっている〜』（2022年6月1日 - 5日、シアターサンモール）- 山下幸雄 役[14]
- Soft Boiled Theater
  - ［Soft Boiled Theater-8］クリエイティブユニット【ソフトボイルド】Theater-8『戦国送球〜バトルボールズ外伝〜天上天下唯我独尊』（2022年6月22日 - 26日、シアターサンモール）- 本郷俊也 役[15]
  - ［Soft Boiled Theater-13］クリエイティブユニット【ソフトボイルド】Theater-13『戦国送球〜バトルボールズ〜大阪冬の陣』（2023年3月29日 - 4月2日、シアター1010）- 木村圭介 役[16]
- 朗読劇『改札を抜けて』（2022年8月25日 - 28日、中目黒・キンケロシアター）- 落合浩実 役[17]
- Otona Project
  - ［Otona Project 第四十二弾］演劇ユニット【爆走おとな小学生】第十八回全校集会『舞踏戦隊オドルンZファイター』（2022年9月16日 - 19日、シアターGロッソ）- 中村隊員 役
  - ［Otona Project 第四十八弾］演劇ユニット【爆走おとな小学生】 第十五回課外授業 朗読劇『シアター』（2023年9月20日 - 24日、BOX in BOX THEATER）- 元木彗 役
  - ［Otona Project - Produce] 演劇ユニット【[走おとな小学生】舞台『カタバミ』（2024年6月19日 - 23日、シアターサンモール）[18]
- -Urara Hinaga Produce Vol.1- 朗読劇『ネガイバナ』（2022年11月15日 - 20日、シアターグリーン BOX in BOX THEATER）- 主演・こかげ 役 ※15日・16日・17日・20日のみ出演[19]

### イベント
- Waterrun Festival ～イケメン祭り2021～（2021年8月8日、NEW PIER HALL） ※延期
- ウォーターランフェスティバル 〜イケメン祭2021〜（2021年11月13日・14日、NEW PIER HALL）
- 平賀勇成バースデーイベント2022（2022年3月20日、JOY JOY シアター）※ゲスト
- 三橋かおるバースデーイベント2022（2022年7月24日、Studio Y's）
- 『なおりくの遊び場 vol.3』〜遊び場、4周年〜（2023年5月21日、バルスタジオ）
- 木村優良イベント『優良会員限定サロン vol.6』（2023年5月28日、新大久保エンタメカフェ）
- 体感型レストラン 『夢の飛行船 』（2023年6月3日・4日、あぐれあーぶる）
- 『K’s Party 3rd』~夏 Fes!!~（2023年7月22日、歌舞伎町 Sparkle）※ゲスト
- 2.5次元ダンスライブ「VAZZROCK STAGE」Episode 2『ペトリコール・ノスタルジー』発売記念イベント（2023年7月29日・30日）
- 三橋かおる 23th Birthday Event（2023年8月6日）
- 『松波eeting』vol.2（2023年8月20日、コフレリオ新宿シアター）
- 川井雅弘 29th Birthday Party（2023年10月28日）※ゲスト
- ツキプロチャンネル48時間マジカルTV（2023年11月3日・4日、YouTube・ニコニコ生放送）
- ボードゲームシアター（2024年1月27日、代々木ミューズホール）
- 『Bitter or Sweet?』ビジュアル撮影ちら見せ生配信（2023年12月3日、TwitCasting）
- くらくらいぶ vol.1　〜バレンタインの日のそわそわしてたあの気持ちを取り戻したい件〜（2024年2月10日、原宿RUIDO）※ゲスト
- 『Bitter or Sweet?』バレンタイン特別生放送（2024年2月14日、TwitCasting）
- 『K’s Party 6th』~ヒトツキ遅れのWHITE day!!~（2024年4月13日、歌舞伎町 Sparkle）※ゲスト

### その他
- 三橋くん家〜ほのぼの配信〜（2022年4月22日 - 、ニコニコ生放送）[20]